# コロッケ! 夢のバンカーサバイバル!
『コロッケ!夢のバンカーサバイバル』とは、2002年10月17日にコナミから発売されたゲームボーイアドバンス用の対戦型格闘ゲームである。

## 概要
月刊コロコロコミックで連載されていた漫画『コロッケ!』のGBA版ゲーム第1弾。原作のバンカーサバイバル編を再現している。コロッケ以外の一部キャラクターを主人公にバンカーサバイバルをプレイすることも可能で、その場合は原作とは違ったストーリーとなる。

## ストーリー
優勝するとバンク一杯の禁貨が貰えるバンカー同士の大会「バンカーサバイバル」。この大会に世界中からバンカーたちが自分の願いを叶えるために参戦した。
主人公、コロッケも死んだ父親バーグを生き返らせるためバンカーサバイバルに出場する。

## ゲームモード
バンカーサバイバル
いわゆるストーリーモード。主人公を選んでバンカーサバイバルに出場し、優勝を目指す。最初に使用可能なコロッケは原作に沿ったストーリーで、それ以外のキャラはゲームオリジナルのストーリーとなる。
予選
大会開催地に向かう途中、船上でバンカーたちと戦い禁貨を集める。禁貸を500枚以上集めるとクリア。
1回戦
広大な島を探索し、バンカーたちと戦い禁貨を集める。禁貸を1500枚以上集めるとクリア。
2回戦
洞窟を探索し、カレーの材料を5つ集め、カレーを作る。バンカーに勝つとカレーの材料を1つ奪える。正しい食材を5つ集めて、カレーと認めるとクリア。カレーではないものでは、食材を最初から集め直しになる。カレーの中には、隠しキャラを出すための条件になっているものがある。
決勝戦
勝ち残った相手と戦い、2回相手のライフを0にした方の勝利。通常は決勝戦で戦うことになる3人のバンカーに勝てば優勝になるが、条件を満たすと、優勝決定戦に勝利した後、隠しキャラのポーと戦うことになる。
かちぬきモード
CPUとの連戦。ライフまたは禁貨で勝負。12人のバンカーに勝てばクリアになるが、条件を満たすと、12人目のバンカーに勝利した後、隠しキャラのポートと戦うことになる。
たいせんモード
操作キャラ同士で対戦するモード。1人でCPUを相手に対戦するCPU対戦、通信ケーブルを繋いで友達同士と対戦する通信対戦が選べる。

## 登場人物
詳細はコロッケ!#登場キャラクターを参照。

### プレイヤーキャラクター
最初はコロッケ以外使用できないが、バンカーサバイバルを一定の条件を満たしてクリアすることで順次解禁されていく。
コロッケ
本作品の主人公。父親バーグを生き返らせるため、バンカーサバイバルに出場する。
ウスター
猫のような姿をしたバンカー。願いは世界一のモテモテ男になること。
リゾット
グランシェフ王国王子。願いは黒マントの一族に支配された国を救うこと。
プリンプリン
ウンチを武器に戦う覆面バンカー。願いは身長を伸ばすこと。
フォンドヴォー
赤い髪と青い肌が特徴の凄腕バンカー。

### ライバルキャラクター
ポー以外はCPU専用でプレイヤーは使用できない。
アブラミー
最強バンカーを自称する巨漢。願いは世界征服。
ババロア
カメレオンのような姿をしたバンカー。背景と同化できる。
ドリアン
全身を改造したサイボーグバンカー。
レバニラ
パンツ一丁で爬虫類のような姿のバンカー。舌で相手の体力を奪う。
クシカツ
全身を武装した忍者バンカー。
T-ボーン
骨ヌンチャクを操る天然バンカー。犬に変身できる。
ダイフクー
白い肌と伸縮自在の柔軟ボディを持つバンカー。
アンチョビ
コロッケの父、バーグを殺した張本人。戦闘では黒マントの男の姿で戦う。究極体には変身しないが、代わりにプレイヤーキャラクターに変身する。
ポー
バンカーサバイバルを主催する少女。条件を満たすと、バンカーサバイバルモードでは決勝戦の優勝決定戦に勝利した後、かちぬきモードでは12人目のバンカーに勝利した後に出現し、最後に戦うことになる隠しキャラ。勝利すると、たいせんモードで使用可能になる。